# 潮田町 (横浜市)
潮田町（うしおだちょう）は、神奈川県横浜市鶴見区の地名。字丁目として1丁目から4丁目がある。住居表示未実施区域。

## 地理
鶴見区の東部に位置し、東に大東町、南東に浜町、南に仲通、南西に本町通、川を挟んで北西に鶴見中央、北に向井町に接している。

### 河川
- 鶴見川

## 歴史

### 沿革
かつては横浜市に編入する前のこの場所は、橘樹郡鶴見町大字潮田であった。
- 1927年（昭和2年）4月1日 - 横浜市に編入。横浜市潮田町となる[6]。
- 1927年（昭和2年）10月1日 - 横浜市の区制施行により、鶴見区が新設。横浜市鶴見区潮田町となる[7]。
- 1928年（昭和3年）9月1日 - 耕地整理により、菅沢町の一部が潮田町に編入[7]。
- 1941年（昭和16年）4月1日 - 潮田町の一部から栄町通、向井町、仲通、本町通、汐入町、朝日町、弁天町、寛政町、大東町、浜町、下野谷町を新設。 潮田町の一部を小野町へ編入[8]。
- 1962年（昭和37年）9月18日 - 土地区画整理事業に伴い、大東町の一部を潮田町に編入、潮田町の一部を浜町へ編入、仲通と向井町との境界を変更する[9]。

## 世帯数と人口
2025年（令和7年）6月30日現在（横浜市発表）の世帯数と人口は以下の通りである。
| 丁目        | 世帯数    | 人口    |
| ----------- | --------- | ------- |
| 潮田町1丁目 | 1,022世帯 | 1,683人 |
| 潮田町2丁目 | 609世帯   | 994人   |
| 潮田町3丁目 | 786世帯   | 1,415人 |
| 潮田町4丁目 | 422世帯   | 734人   |
| 計          | 2,839世帯 | 4,826人 |

### 人口の変遷
国勢調査による人口の推移。
| 年                 | 人口  |
| ------------------ | ----- |
| 1995年（平成7年）  | 5,551 |
| 2000年（平成12年） | 5,375 |
| 2005年（平成17年） | 5,125 |
| 2010年（平成22年） | 4,766 |
| 2015年（平成27年） | 4,885 |
| 2020年（令和2年）  | 4,871 |

### 世帯数の変遷
国勢調査による世帯数の推移。
| 年                 | 世帯数 |
| ------------------ | ------ |
| 1995年（平成7年）  | 2,134  |
| 2000年（平成12年） | 2,179  |
| 2005年（平成17年） | 2,156  |
| 2010年（平成22年） | 2,196  |
| 2015年（平成27年） | 2,359  |
| 2020年（令和2年）  | 2,573  |

## 学区
市立小・中学校に通う場合、学区は以下の通りとなる（2024年11月時点）。
| 丁目        | 番・番地等               | 小学校               | 中学校             |
| ----------- | ------------------------ | -------------------- | ------------------ |
| 潮田町1丁目 | 69番地                   | 横浜市立潮田小学校   | 横浜市立潮田中学校 |
| 潮田町1丁目 | 1〜68番地 70〜83番地     | 横浜市立下野谷小学校 | 横浜市立潮田中学校 |
| 潮田町2丁目 | 84〜88番地 103〜104番地  | 横浜市立下野谷小学校 | 横浜市立潮田中学校 |
| 潮田町2丁目 | 89〜102番地 105〜130番地 | 横浜市立潮田小学校   | 横浜市立潮田中学校 |
| 潮田町3丁目 | 全域                     | 横浜市立潮田小学校   | 横浜市立潮田中学校 |
| 潮田町4丁目 | 全域                     | 横浜市立潮田小学校   | 横浜市立潮田中学校 |

## 事業所
2021年（令和3年）現在の経済センサス調査による事業所数と従業員数は以下の通りである。
| 丁目        | 事業所数  | 従業員数 |
| ----------- | --------- | -------- |
| 潮田町1丁目 | 35事業所  | 270人    |
| 潮田町2丁目 | 31事業所  | 130人    |
| 潮田町3丁目 | 73事業所  | 523人    |
| 潮田町4丁目 | 41事業所  | 293人    |
| 計          | 180事業所 | 1,216人  |

### 事業者数の変遷
経済センサスによる事業所数の推移。
| 年                 | 事業者数 |
| ------------------ | -------- |
| 2016年（平成28年） | 209      |
| 2021年（令和3年）  | 180      |

### 従業員数の変遷
経済センサスによる従業員数の推移。
| 年                 | 従業員数 |
| ------------------ | -------- |
| 2016年（平成28年） | 1,461    |
| 2021年（令和3年）  | 1,216    |

## 施設
- 鶴見警察署 潮田交番
- 東漸寺
- 潮田神社[19]
- 業務スーパー 潮田店[20]

## その他

### 日本郵便
- 郵便番号 : 230-0041[3]（集配局：鶴見郵便局[21]）

### 警察
町内の警察の管轄区域は以下の通りである。
| 丁目        | 番・番地等 | 警察署     | 交番・駐在所 |
| ----------- | ---------- | ---------- | ------------ |
| 潮田町1丁目 | 全域       | 鶴見警察署 | 本町通交番   |
| 潮田町2丁目 | 全域       | 鶴見警察署 | 潮田交番     |
| 潮田町3丁目 | 全域       | 鶴見警察署 | 潮田交番     |
| 潮田町4丁目 | 全域       | 鶴見警察署 | 潮田交番     |